# Банковская система Беларуси
Белорусская банковская система состоит из двух уровней. На первом уровне находится Национальный банк Республики Беларусь. На втором уровне — коммерческие банки, небанковские кредитно-финансовые организации, а также представительства иностранных банков.

## История[1]

### Период Российской Империи
Первый банк на территории современной Беларуси — городской общественный банк. Был открыт 8 января 1870 года в Гомеле указом сената Российской империи. Первым его уставным капиталом стали 20 000 рублей. Существованию банка до сих пор есть подтверждение в виде хранящегося в банковском музее чека . Выбор пал не на самый крупный город региона в связи с активным развитием в то время железных дорог в империи и активным развитием городов, через которые проходили эти железные дороги. Стране, активно строившей железные дороги, нужны были кредиты, что также повлияло на активное развитие банковской системы по всей империи в целом, и в отдельных регионах в частности.
Далее банковская система Северо-Западного региона развивалась активными темпами. Отделения Государственного банка Российской империи открывались в 1881 году в Минске, в 1883-м — в Витебске и Могилёве, в 1884-м — в Гродно. Также свои городские банки появились в Полоцке, Борисове и Игумене. Расширился также спектр оказываемых ими услуг. Теперь они кредитовали промышленность и торговлю, обменивали кредитные билеты, ставшие ветхими, занимались разменом крупных кредитных билетов на мелкие и наоборот, принимали вклады, а также выдавали ссуды под залог ценных бумаг, акций и облигаций. К концу XIX века минское отделение банка стало крупнейшим в регионе и пятым по величине во всей империи. Банковские организации Северо-Западного края больше всего контактировали с конторами в Москве и Одессе.
Нарване с государственными банками в этот же период развивались и негосударственные кредитные учреждения, которые привлекали клиентуру более выгодными условиями кредитования. Один из них, Минский коммерческий банк, в соответствии с уставом имел право на учёт векселей, получение платежей по ценным бумагам и векселям, операции с драгоценными металлами, приём вкладов, хранение ценностей, перевод денег в города, где находились его отделения. Банк получил такое развитие, что его отделения открывались даже на территории современной Украины.
Таким образом, на рубеже XIX—XX веков в регионе была создана мощная кредитно-финансовая система. Появлялись всё новые и новые банковские операции и новые формы банковских организаций, такие как ипотечные банки, общества взаимного кредита, городские банки, кредитная кооперация.

### Советский период
После революционных событий 1917 года вместе со всей страной рухнула и банковская система во всех её регионах. 14 декабря 1917 года ВЦИКом был принят Декрет «О национализации банков». Банковское дело было признано исключительным делом государства. До 1919 года из-за гражданской войны на территории Беларуси банковская система не действовала. В марте 1919 года была создана Минская окружная контора Народного банка. Однако уже 19 января 1920 года она была ликвидирована. Все их активы были переданы органам Народного комиссариата финансов РСФСР. 3 декабря 1921 года в Минске была организована и начала функционировать с 3 января 1922 года Белорусская контора Государственного банка. Постепенно открываются местные в Витебске, Борисове, Бобруйске, Могилёве, а также агентства в Слуцке, Мозыре, Орше, Климовичах и Полоцке. После образования СССР Белорусская контора вошла в состав Государственного банка СССР.
С провозглашением в стране НЭПа появилась необходимость и в развитии банковской системы. Это отразилось и на банковской системе Белоруссии. В 1923—1925 годах в стране открывались филиалы общесоюзных банков, таких как Промбанк, Всесоюзный кооперативный банк. Укрепилась также денежная политика, и в стране появился свой эмиссионный центр. В конце 1920-х и в 1930-е годы продолжала расширяться и укрепляться банковская система страны. Активно развивались такие банки, как Промбанк СССР, Сельхозбанк СССР. А в 1936 году появился Торгбанк СССР, просуществовавший до 1957 года. В предвоенный период на территории страны было 10 областных контор и 184 отделения госбанка, в которых работали 4087 человек.
В период Великой Отечественной войны Белорусская контора, как и многие гражданские службы, подверглась многочисленным эвакуациям и перемещениям. Так, 25 июня 1941 года Белорусская контора была эвакуирована в Тамбов, а в ноябре — в Караганду. В марте 1942 года контора переехала в Горький. На краткий период с 9 сентября до октября 1943 г. контора прекращала своё существование, но возобновила свою работу и переехала в декабре 1943 года в Гомель, а в июле 1944 года — в Минск.
В послевоенный период можно отметить денежную реформу 1947 года, которая стала необходимой на этапе восстановления страны. В 1959 году была проведена реорганизация банковской системы. Также были устранены отраслевые банки. С этого момента банковскую систему страны представляли Государственный банк и Промстройбанк. В 1961 году была проведена очередная денежная реформа.
Новым этапом развития банковской системы Белоруссии стал период Перестройки Советского Союза. В 1987 году учреждены белорусские республиканские банки, такие как Внешэкономбанк, Сберегательный банк, Промстройбанк, Агропромбанк, Жилсоцбанк, которые существовали на принципах хозрасчёта. 14 декабря 1990 года были приняты закон «О Национальном банке Белорусской ССР» и «О банках и банковской деятельности в Белорусской ССР», которые начали действовать с 1 января 1991 года. А 1 апреля 1991 года было завершено формирование национального банка.

### Современный период
Несмотря на глубокий экономический кризис охвативший страну в первые годы независимости Республики банковская система страны всё же постепенно развивалась. Так в период с 1992 по 1995 годы в стране было создано более 40 новых банков. Хотя совокупные активы и суммы средств оказываемых услуг гражданам и организациям в этот период всё же падали. Чему одной из причин был дефицит государственных средств, покрываемый кредитной эмиссией. В 1992 году Республика стала участником ряда авторитетных международных организаций таких как Международный валютный фонд (МВФ), Европейский Банк Реконструкции и Развития (ЕРРБ), Международный Банка Реконструкции и Развития (МБРР), Международная Финансовая Корпорация (МФК).
Очередным этапом в развитии банковской системы страны стал 1996 год когда был принят ряд законодательных актов с целью стабилизации отрасли. Так 24 мая 1996 года был принят закон «О мерах по регулированию банковской деятельности в Республике Беларусь». А 15 июня 1998 г. Национальным банком было принято Положение о порядке создания, лицензирования и прекращения деятельности банков на территории Республики Беларусь. В этот период продолжался рост количества банков в стране. Так с 1996 по 2001 годы в стране появились 28 новых банков. Из которых 25 смогли выйти на устойчивый режим работы. Также этот период характеризуется уменьшение количества банков за счёт слияния более мелких с более крупными а также банкротства отдельных банков. Так наиболее крупными из ликвидируемых в этот период банков стали банки: «Дукат», «Магнат-банк», «БелБалтия». А к 2002 году в стадии ликвидации находились ещё и банки «Ингэкс», «Чистьинвестбакк», «БелБалтия» и «БелКомБанк».
Очередным этапом развития банковской системы страны был 2007 год. Который начался с принятия Президентом Республики Беларусь Указа № 27 от 15 января 2007 г. «Об утверждении Программы развития банковского сектора экономики Республики Беларусь на 2006—2010 годы». Анализ работы банковской системы страны по итогам этого года показал что улучшились структурные показатели доходности и увеличилась рентабельность капитала. Также продолжали расти общие суммы кредитования банками граждан и организаций. К 2008 году в стране из 27 банков 23 работали с частично иностранным капиталом. а 7 банком на 100 использовали иностранный капитал. В том же году создано Агентство по гарантированному возмещению банковских вкладов (депозитов) физических лиц, в котором зарегистрированы все банки Беларуси.

## Структура банковской системы Беларусь
1 уровень
Первый уровень банковской системы представлен Национальным банком республики Беларусь. Его управляющим органом является Совет директоров Национального банка Республики Беларусь. В его функции входят определение денежно-кредитной политики республики, выдача лицензий и контроль за организациями, осуществляющими банковские и кредитные функции. Также в его функции входят эмиссия денег, валютный контроль, определение порядка безналичных расчётов и ряд других функций.
2 уровень
Представлен коммерческими банками, дающими широкий спектр услуг как юридическим, так и физическим лицам. Система белорусских банков второго уровня построена по принципу банков Европейского союза, хотя и значительно уступает им в размерах.

## Перечень банков в Республике Беларусь
Действующие:
- Альфа Банк
- Банк БелВЭБ
- Банк ВТБ (Беларусь)
- Банк Дабрабыт
- Банк Решение
- Белагропромбанк
- Беларусбанк
- Белгазпромбанк
- Белинвестбанк
- БНБ-Банк
- БСБ Банк
- Нео Банк Азия (бывший БТАБанк)
- МТБанк
- Паритетбанк
- Приорбанк
- РРБ-Банк
- Сбер Банк
- СтатусБанк
- Технобанк
- ТК Банк
- Цептер Банк

Находящиеся в статусе ликвидации:
- Дельта Банк

Ликвидированные банки:
- АКБ Универсал
- АКБ Объединённый капитал
- АКБ Сож
- АКБ Элитбанк
- Минский филиал АБ INKO
- АКБ Альянс
- АКБ "Дукат"
- Минский частный строительный банк А. Климова
- Универсальный акционерно-коммерческий банк "Кредитно-Коммерческий-Банк"
- АКБ "Содружество"
- АКБ "Европейский"
- БелАКБ "Магнатбанк"
- Банк "Рассвет"
- АКБ "Белорусский Кредит"
- Филиал Московского акционерного банка содействия предпринимательству в г.Минске Филиал "Мосбизнесбанк"
- АKБ "Корпобанк"
- АКБ РП "ИНТЭКС"
- АКИБ "Чистьинвестбанк"
- Общество с ограниченной ответственностью Совместный белорусско-латвийский банк "БелБалтия" ООО Банк "БелБалтия"
- Закрытое акционерное общество "БелКомБанк" ЗАО "БелКомБанк"
- Открытое Акционерное Общество "Белорусский Биржевой Банк" ОАО "Белорусский биржевой банк"
- Открытое акционерное общество "Джем-Банк" ОАО "Джем-Банк"